# SJ T41
De T41 eerder aangeduid als T4 is een dieselelektrische locomotief bestemd voor het goederenvervoer en zware rangeerdiensten van de Statens Järnvägar (SJ).

## Geschiedenis
De locomotieven werden in de jaren 1950 ontwikkeld en gebouwd door Nydqvist & Holm AB (NOHAB) met een V 12 cilinder tweetaktdieselmotor van General Motors en Electro-Motive Division van het type GM EMD 12-567C en de elektrische installatie gebouwd door Allmänna Svenska Elektriska Aktiebolaget (ASEA). Drie locomotieven (204, 200 en 202) kwamen in het Zweeds Spoorwegmuseum te Ängelholm en Gävle. De 204 werd gerestaureerd. De andere locomotieven worden gebruikt voor reserveonderdelen.

## Constructie en techniek
De locomotief heeft een stalen frame. De locomotief staat op twee draaistellen. Er kunnen tot twee locomotieven gekoppeld worden bestuurd.

## Treindiensten
De locomotieven werden door Statens Järnvägar (SJ), ingezet voor onder meer het goederenvervoer en de rangeerdienst.